# Matthew Franjola
Matthew J. Franjola (Nueva York, 26 de octubre de 1942 - Danbury, 1 de enero de 2015) fue un periodista y fotógrafo estadounidense, se desempeñó como corresponsal en el extranjero para Associated Press. Franjola, quien cubrió la Guerra de Vietnam para AP, fue uno de los últimos estadounidenses en abandonar Saigón durante la caída de la ciudad ante los norvietnamitas en 1975.

## Biografía
Nació en El Bronx de Nueva York el 26 de octubre de 1942. En 1964, Franjola se entrenó para unirse al Cuerpo de Paz, pero no fue seleccionada para el programa. Después de su rechazo por parte del Cuerpo de Paz, se unió al personal de una compañía de suministros de guerra y fue enviado a Vietnam del Sur durante la década de 1960, donde se unió a Associated Press. Cubrió eventos en Camboya y Vietnam durante la Guerra de Vietnam. Permaneció en Saigón como uno de los últimos reporteros estadounidenses en la ciudad, incluso después de que otros corresponsales huyeron.
Más tarde trabajó como minero de oro en Zimbabue (cuando el país hizo la transición de Rhodesia) y Sudáfrica durante las décadas de 1970 y 1980. Franjola regresó a Estados Unidos después de décadas viviendo y reportando en África y Asia. Se instaló en Washington, Connecticut donde sirvió en la Junta de Educación de la Región 12. Era dueño y operaba un negocio llamado Board and Beam, que desmantela casas y graneros antiguos para reutilizar y restaurar sus materiales.
Falleció en el Hospital Danbury en Danbury, Connecticut el 1 de enero de 2015, a los 72 años, luego de una larga enfermedad.